# Мальчик и ведьма
Мальчик и ведьма (Ивась, Ивасик Телесик, Ивашко и ведьма, Ивашко, Терёшечка, Тельпушок, Жихарко, Баба-яга и Жихарь, Лутонюшка, Сынко-Филипко) — сюжет восточнославянских народных сказок.

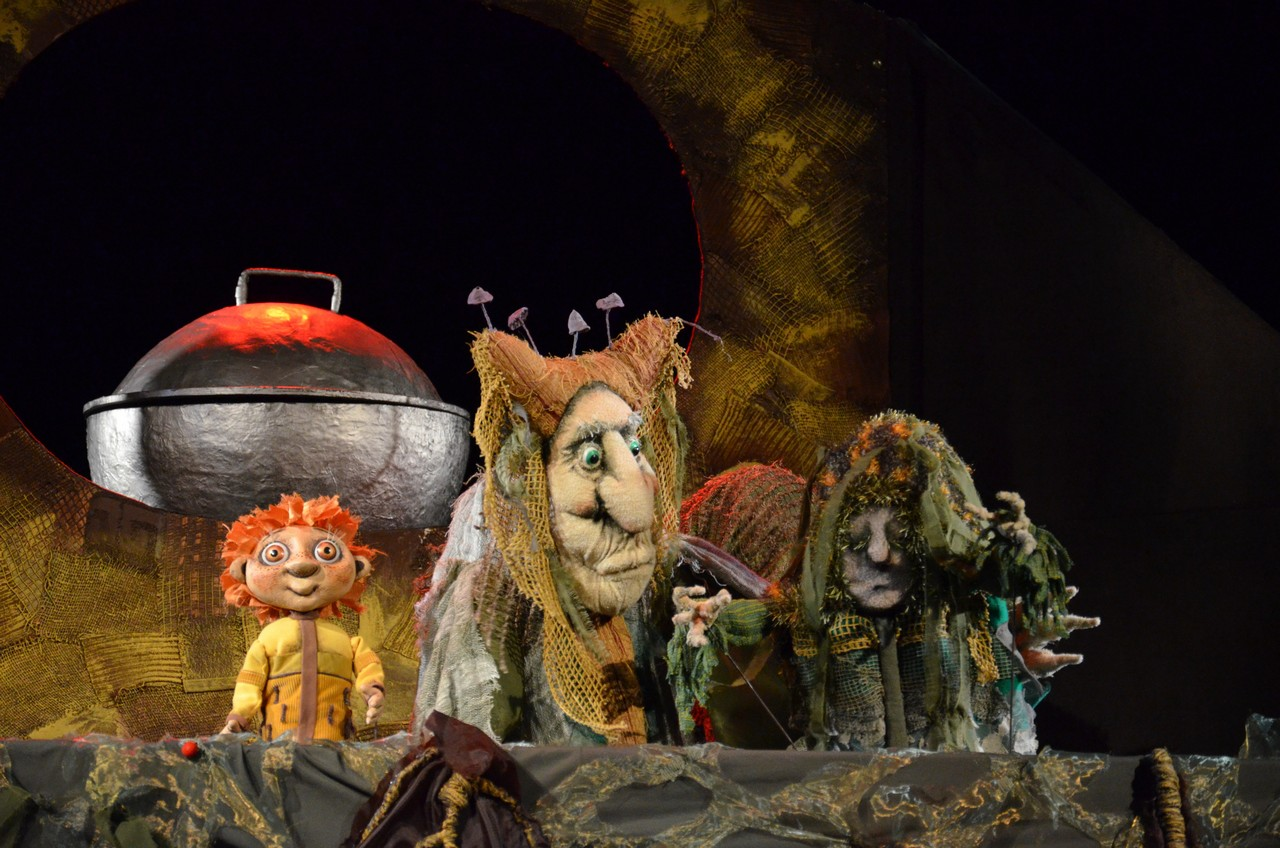
Спектакль «Терёшечка» (Цярэшачка) режиссёра Л. Фёдорова. 2012

В указателе сказочных сюжетов имеет индексы 327 C, F «Мальчик (Ивась, Жихарко, Лутонюшка) и ведьма»: ведьма заманивает мальчика к себе, подражая голосу матери; поручает своей дочке изжарить его или сама показывает, как надо садиться на лопату; мальчик засовывает в печь дочь ведьмы или ведьму; взбирается на дерево; гуси-лебеди приносят его домой: в сказке типа 327F мальчик-рыбак ловит рыбу, сидя в лодке; ведьма перековывает свои грубый голос на тонкий и выдаёт себя за мать, принёсшую еду. Русских вариантов сказки — 52, украинских — 23, белорусских — 13.
По мнению исследователей, данный сюжет является завуалированным отображением обрядов инициации; в нём, так же как и в сюжете сказки «Гуси-лебеди», отразилось представление о птицах-психофорах.
Украинское название сюжета: Хлопчик (Івась, Жихарко, Лутонюшка) і відьма. 
Украинские варианты сказок — укр. Івасик, Івасик-телесик, Казка про Івасика-Телесика і Бабу-ягу, Казка про Івася та відьму, Івасик і відьма. Белорусские варианты сказкок — бел. «Пiлiпка-сынок», «Піліпка і ведзьма».
Русские и украинские сказки о мальчике и ведьме неоднократно обрабатывались писателями А. Н. Толстым, Г. П. Данилевским, П. Г. Тычиной и другими.

## Сюжет
У старика и старухи нет детей; старик приносит домой деревяшку, чтобы «у бабы хоть забавка была». Из деревяшки рождается мальчик (мотив Пиноккио, Буратино) — Терёшечка.

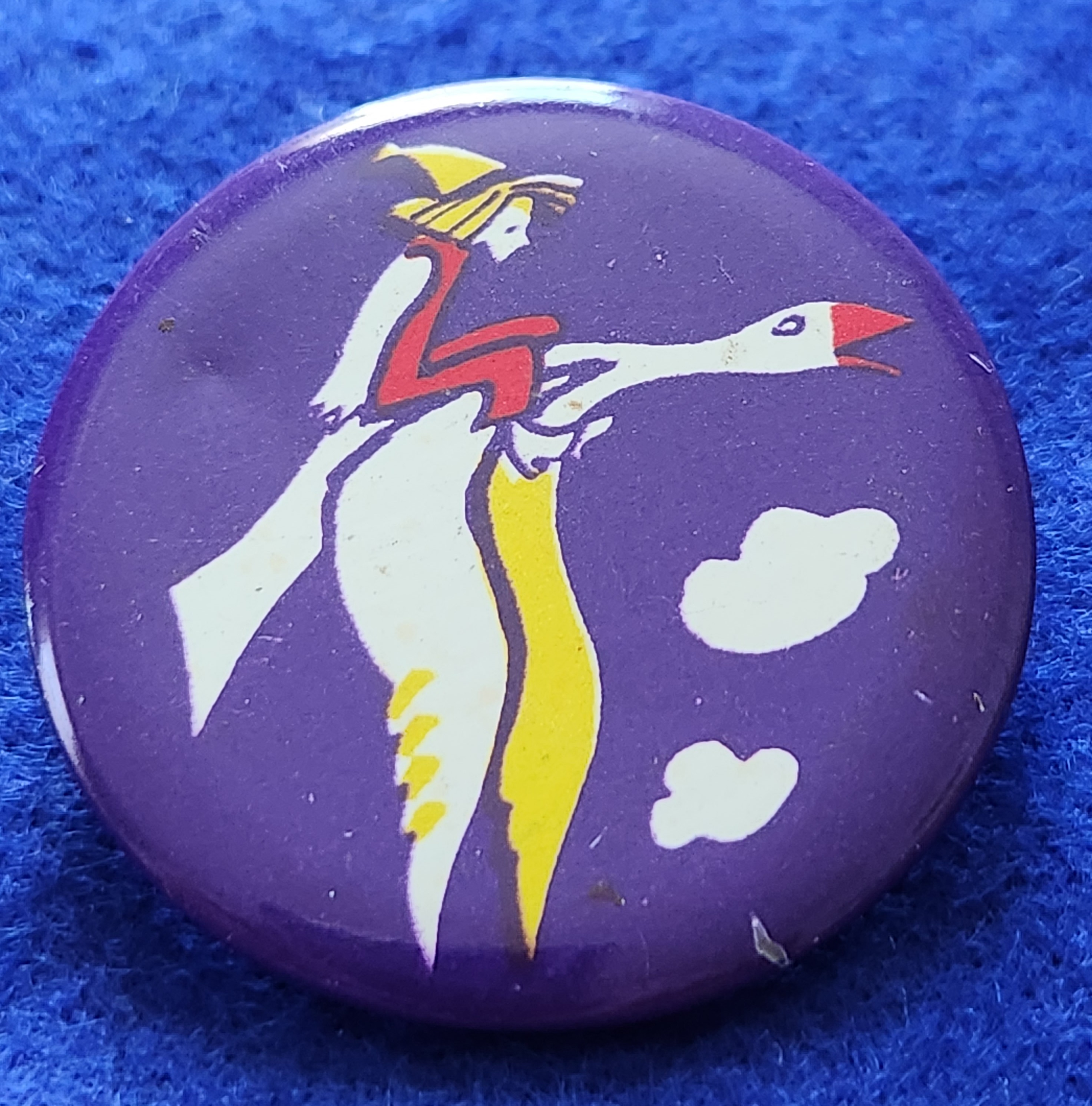
Значок детский с персонажем сказки

Подражая голосу Терёшечкиной матери, ведьма (Баба Яга, змея) выманивает Терёшечку на берег во время рыбной ловли, и похищает его. Поручает своей дочери (Алёнке, или Оленке) изжарить Терёшечку, но он хитростью заставляет Алёнку сесть вместо него в печь («Я ещё мал и глуп, не знаю, как на лопату садиться»).
Ведьма съедает свою дочь и катается на её костях, повторяя: «покатаюся, поваляюся, Терёшечкина мяса наевшися» ; увидев это, Терёшечка смеётся над ней. Она начинает подгрызать дерево, на котором сидит Терёшечка; тот взывает о помощи к птицам (гусям), и они спасают его, принеся домой к родителям.

## Экранизации
- Ивашко и Баба-Яга — мультфильм киностудии «Союзмультфильм», 1938
- Ивасик-Телесик — анимационный фильм объединения «Киевнаучфильм», 1968